# Ribonucleoside-trifosfato reduttasi
La ribonucleoside-trifosfato reduttasi è un enzima appartenente alla classe delle ossidoreduttasi, che catalizza la seguente reazione:
2′-deossiribonucleoside trifosfato + tioredossina disolfuro + H2O ⇄ ribonucleoside trifosfato + tioredossina
L'enzima richiede una cobammide come coenzima ed ATP.